# Абдулова-Метельская, Елизавета Моисеевна
Елизаве́та Моисе́евна Абду́лова-Мете́льская (урождённая Ше́хтман; 16 марта 1908, Винница — 15 декабря 1991) — актриса Московского государственного театра для детей.

## Биография
Родилась в Виннице, в семье зубных врачей Моисея Лазаревича Шехтмана и Надежды Ефимовны Шехтман (?—1955). Семья жила в двухэтажном особняке на Соборной улице (угол Артынова). Семье также принадлежала дача, фигурировавшая на многих дореволюционных открытках Винницы. Отец был участником революционных событий 1905 года. У Елизаветы были братья Леонид (1911—?, военный врач) и Оскар (1913—1991, инженер-технолог).
Автор спектаклей (инсценировок) на радио, в том числе «Зелёный фургон» (с песнями Владимира Высоцкого, он же в роли Красавчика, запись 16 октября 1971; выпущена на грампластинке фирмой «Мелодия» в декабре 1974 года).
Автор книги воспоминаний «Осип Наумович Абдулов. Статьи. Воспоминания» (М.: Искусство, 1969). Среди друзей была известна как Ёлка или Ёлочка.
Умерла в 1991 году. Похоронена на Введенском кладбище (8 уч.).

## Семья
Муж — актёр Осип Абдулов (1900—1953).
Сын — актёр Всеволод Абдулов (1942—2002).
Внучка — Юлия Абдулова (род. 1961).

## Театральные работы
- Снежная королева[11]
- Зямка Копач (по М. Н. Даниэлю) — Сура[12]

Семейное захоронение Абдуловых на Введенском кладбище Москвы